# Цзубу

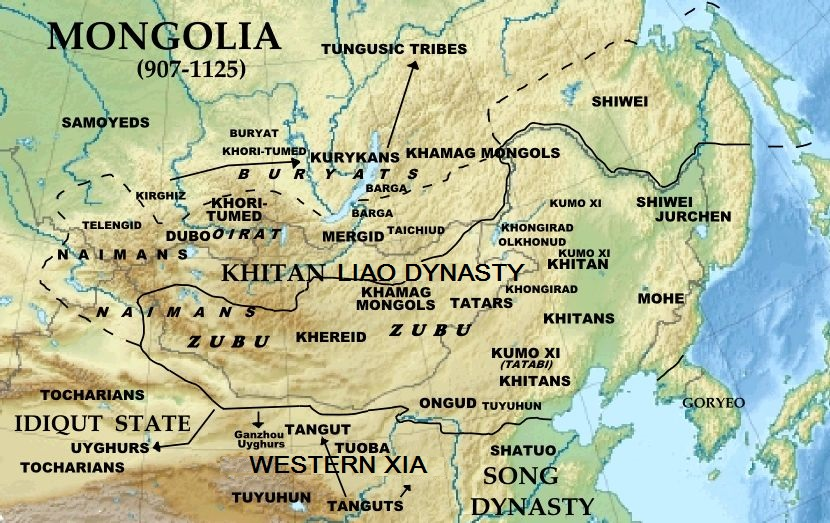
Расселение монгольских племен в X—XII веках

Цзубу (монг. Зүбү) — союз монголоязычных племён, обитавших на территории Монголии в X—XII веках. Племена, составлявшие конфедерацию цзубу, в начале XIII века вошли в состав империи Чингисхана.

## Этноним
Название «цзубу», предположительно, восходит к ведущему хуннскому роду сюйбу. В отношении хуннов существуют монгольская, тюркская и другие версии происхождения. Первая по времени теория о происхождении хунну была теория монголизма. Первым сторонником монголизма хунну явился Я. И. Шмидт. Также монгольскую теорию поддержали Н. Я. Бичурин, А. С. Шабалов, А. Тьерри, К. Ф. Нейман, Х. Хоуорс, К. М. Бэр, К. Сиратори, Е. Г. Кин и другие.
Тюркская теория происхождения хунну является на данный момент одной из самых популярных в мировом научном сообществе. В число сторонников тюркской теории происхождения хуннов входят Э. Паркер, Жан-Пьер Абель-Ремюза, Ю. Клапорт, Г. Рамстедт, Аннемари фон Габайн, О. Прицак и другие. Известный тюрколог С. Г. Кляшторный считал хунну преимущественно тюркоязычными племенами.
Существуют различные термины, обозначавшие эту группу или союз племён. Наименования известные помимо цзубу: шивэй (исходная группа, из которой выделились предки цзубу), татар (дада, да-дань) и согпо (сог-по, sog po). Согпо — термин тибетского происхождения, которым тибетцы до сих пор называют монголов. Один из монгольских народов, проживающих в настоящее время в китайской провинции Цинхай, называется согво-ариги.

## История
История союза цзубу освещена в источниках, в основном, в связи с их отношением к государству Ляо (907—1125). На протяжении большей части существования этого государства цзубу находились в вассальной зависимости от него. Судя по всему, цзубу находились на периферии интересов киданей, которые боролись с Сун, Кореей (Корё) и чжурчжэньскими племенами.
Периоды подчинения кочевников сменялись периодами военных действий, которые Л. Н. Гумилёв называл войнами за независимость, а Г. Г. Пиков, по киданьским источникам, — мятежами. Несмотря на подчинённое положение, цзубу были мощным союзом, еще в начале X века имевшим предпосылки для образования собственного государства, представлявшего большую потенциальную опасность для Ляо.
В конце 20-х годов XII века цзубу оказываются разделенными между политическими противниками — чжурчжэнями и киданями. Киданьская часть цзубу, оказывается в данный период на значительном расстоянии от мест исходных кочевий начала XI века. При этом неизвестно, встали на сторону чжурчжэней все оставшиеся цзубу или только их часть.
Однако как предполагает С. К. Хойт, основная часть цзубу была вне чжурчжэньско-киданьской борьбы и, по всей видимости, осталась на местах основных кочевий. После падения киданьской империи Да Ляо в 30-х годах XII века ведущая роль в Центральной Азии перешла к кереитам и другим монгольским племенам, которые остались фактически независимыми от империи Цзинь. Согласно Л. Н. Гумилёву, «общекочевая кличка "цзубу" была в итоге сменена на гордое имя "монгол"».

## Племенной состав
Цзубу упоминаются в «Ляо ши», в официальной истории киданськой империи Ляо. Г. О. Авляев предполагает, что цзубу выделились из монголоязычных отуз-татар (шивэй, потомков сяньби) во второй половине IX века. Согласно Л. Н. Гумилёву и С. К. Хойту, цзубу являлись одной из трёх ветвей монголоязычных шивэй, наряду с самими киданями и одноимённой дальневосточной ветвью шивэй.
Существует мнение, что цзубу представляли собой конгломерат различных тюрко-монгольских племенных союзов.
На момент существования киданьского государства имелось по крайней мере три ветви шивэй, стоявшие на разных ступенях общественного развития: шивэй, жившие на Амуре и известные под старым названием; цидань (кидан), построившие по образцу Срединного государства свое государство Ляо (Железное); цзубу, раньше других шивэй ушедшие на запад и находившиеся на пути создания своего государства.
Согласно Г. О. Авляеву, в группу цзубу входили кереиты, найманы и меркиты. С. К. Хойт в свою очередь добавляет, что в состав цзубу входила онон-керуленская группа «хамаг-монгол», объединявшая в себе племена нирун-монголов.
Фэн Шэн-шун считает цзубу коллективным названием для многих срединноазиатских народов: восточные цзубу, по его мнению, — это джалаиры и татары, западные — найманы, северные — кереиты. Некоторые исследователи полагают, что во главе цзубу стояли кумоси. После поражений от киданей часть союза цзубу, известные как кимаки или западные кумоси, откочевала на Запад (в район Алтая и Иртыша), где основала Кимакский каганат.
В состав 18 племён цзубу, по Аюудайн Очиру, входили баргуты и хонгираты. В составе данных 18 племён, поддержавших киданьского императора Елюй Даши, также упоминаются цзя-цзи-ла (джаджираты), е-си (йисуты), уру-ди (уги, урянхаи). Список данных 18 племён выглядит следующим образом: большие желтые шивэй, кочевавшие в районе Байкал, теле (теленгуты Рашид-ад-Дина), обитавшие по берегам Амура, ван-цзи-ла (онгираты), цзя-цзи-ла (джаджираты), ми-р-ки (миркиты), цз-бу (татары), тан-гу (тангу), ху-му-ссю (ху-мус), е-си (йисуты), би-гу-да, тоже, возможно, жившие на Амуре, ни-ла, х-чу, уру-ди (уги, урянхаи), бу-су-ань, си-ди, да-ла-гуай (таргутай), да-ми-ли (у Рашид-ад-Дина тамгалык), цзю-эр-би. Этим списком подтверждается сообщение «Цзинь-ши», что влияние Даши распространялось практически на всю Монголию.
Судя по замечанию Л. Н. Гумилёва о родственности татар, киданей и татабов, татары наряду с киданями являлись разными ветвями шивэй. В китайских текстах термин «дада» упоминается с 842 года, а по некоторым данным с IV века. Учитывая соответствие татар-цзубу, среди перечисленных племён, которых «кидани называли цзубу, а китайцы да-дань, т. е. татар», Л. Н. Гумилёвым также упоминаются ойраты горной тайги Саянского хребта, дансян (тангуты) и онгуты.